# Limnoria carinata
Limnoria carinata är en kräftdjursart som beskrevs av Menzies och Becker 1957. Limnoria carinata ingår i släktet Limnoria och familjen borrgråsuggor. Inga underarter finns listade i Catalogue of Life.